# Поліський державний університет
Поліський державний університет - вищий навчальний заклад в Пінську (Брестська область, Білорусь). Створено 5 квітня 2006 року указом Президента Білорусі на базі Пінської філії  Білоруського державного економічного університету і Пінського державного вищого банківського коледжу Нацбанку Білорусі.

## Структура
Підготовка фахівців в університеті проводиться на 14 кафедрах чотирьох факультетів
- Економічний (очна і заочна форми навчання);
- Банківської справи (очна і заочна форми навчання);
- Організації здорового способу життя (очна і заочна форми навчання);
- Біотехнологічний.

Університет готує спеціалістів за 7 спеціальностями і 12 спеціалізаціями. На 2010 рік в університеті навчалося 4190 особи (з них 2541 за денною та 1649 за заочною формою навчання).
Професорсько-викладацький склад: 123 чоловіки, з них 2 доктора наук, 27 кандидата наук (на 1.9.2006).